# Zavrelimyia sinuosa
Zavrelimyia sinuosa är en tvåvingeart som först beskrevs av Daniel William Coquillett 1905.  Zavrelimyia sinuosa ingår i släktet Zavrelimyia och familjen fjädermyggor. Inga underarter finns listade i Catalogue of Life.